# فرودگاه باتانگافو
فرودگاه باتانگافو (به انگلیسی: Batangafo Airport) یک فرودگاه همگانی با کد یاتا BTG است که یک باند فرود خاک رس دارد و طول باند آن ۱۰۰۰ متر است. این فرودگاه در کشور جمهوری آفریقای مرکزی قرار دارد و در ارتفاع ۴۲۰ متری از سطح دریا واقع شده‌است.